# Ajuria Enea
Ajuria Enea és un palau a Vitòria (País Basc) que constitueix la residència oficial del Lehendakari. El seu nom prové de la separació en dues paraules d'"Ajuriaenea", cognom de la família que construeix el palau, els Ajuria.
La decisió de convertir el Palau d'Ajuria Enea en residència oficial del lehendakari es va prendre basant-se en els valors arquitectònics de l'edifici, acord a la funció política a la que estava destinat. Fou el 13 d'octubre de 1980 quan el Govern Basc formalitzà l'adquisició dels terrenys a la seva antiga propietària, la Diputació Foral d'Àlaba. Aquell mateix any, Carlos Garaikoetxea, primer president del País Basc de la democràcia, ocupà oficialment l'edifici.

## Detalls arquitectònics
Situat en el passeig Fray Francisco de Vitòria, el Palau d'Ajuria Enea fou construït el 1920 per l'arquitecte suís Alfred Baeschlin i el contractista Hilarión San Vicente, a instàncies d'un industrial vitorià anomenat Serafín Ajuria Urigoitia.
El seu aspecte exterior presenta tots els elements arquitectònics de l'art neobasc: doble arquería a la planta baixa, tres finestrals centrals unificats amb buits balconats i elements heràldics al primer pis, finestres d'arc de mig punt junt als esquinals cilíndrics coronats en arcbotants de la planta superior i un ampli aler acabat en pinacles alçats cap al cel a la coberta.

## Història
Després de convertir-se el 1920 en la residència de la família Ajuria, l'edifici fou traspassat el 1966 a l'orde religiós de les Mares Escolàpies, quines la transformaren en un centre d'ensenyament. Sis anys després, el 1972, fou adquirit per la Diputació Foral d'Àlaba per convertir-lo en el Museu d'Art Basc. El centre obrí les portes el 1978 i durant els dos anys següents, milers de persones en visitaren les seves exposicions.
Una vegada presa la decisió de convertir-lo definitivament en la residència oficial del Lehendakari, es realitzà una remodelació interna de l'edifici consistent en la transformació de l'última planta en habitatge i l'adequació de la resta del palau a les funcions d'un president de govern. La titularitat definitiva del Palau d'Ajuria Enea passà a mans de la comunitat autònoma el 14 de març de 1989.